# Vjačeslav Vedenin
Vjačeslav Petrovič Vedenin (rusky: Вячесла́в Петро́вич Веденин; 1. října 1941 – 22. října 2021) byl ruský běžec na lyžích, který reprezentoval Sovětský svaz. Je držitelem čtyř olympijských medailí, z toho tři jsou individuální: zlato ze závodu na 30 kilometrů na olympijských hrách v Sapporu roku 1972, stříbro z padesátikilometrové trati na OH v Grenoblu roku 1968 a bronz z 50 km v Sapporu. Jeho zlato na 30 km bylo prvním individuálním vítězstvím sovětského lyžaře na zimních olympijských hrách. Krom toho má štafetové zlato ze Sappora, při jehož zisku se obzvláště vyznamenal, neboť běžel poslední úsek a nakonec vyhrál o 10 sekund, přestože na svůj úsek nastupoval s minutovou ztrátou na vedoucí Nory. Je rovněž mistrem světa na trati 30 km z roku 1970 a držitelem štafetového zlata ze stejného šampionátu. Na hrách v Sapporu byl rovněž vlajkonošem sovětské výpravy. Po skončení závodní kariéry trénoval lyžaře v Dynamu Moskva, za které závodil celou svou kariéru. Od roku 1989 se na jeho počest každoročně koná v Dubné soutěž Vedeninův závod („Лыжня Веденина“). Vedenin měl dva syny, Vjačeslava a Andreje. Vjačeslav se stal mezinárodním lyžařským rozhodčím, který mj. na Zimních olympijských hrách v Soči roku 2014 složil olympijskou přísahu jménem funkcionářů. Andrej se stal biatlonistou.